# Туризм в Северной Осетии

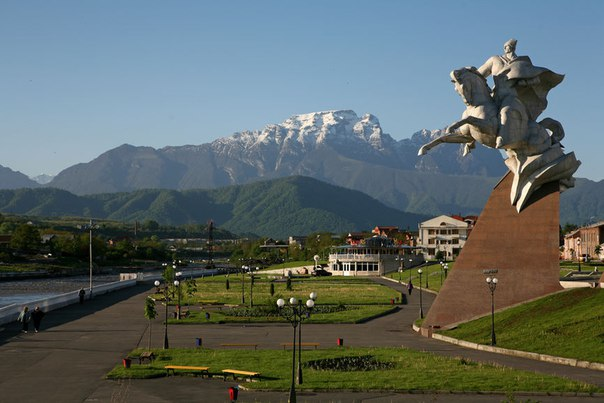
Владикавказ, вид на Кавказские горы

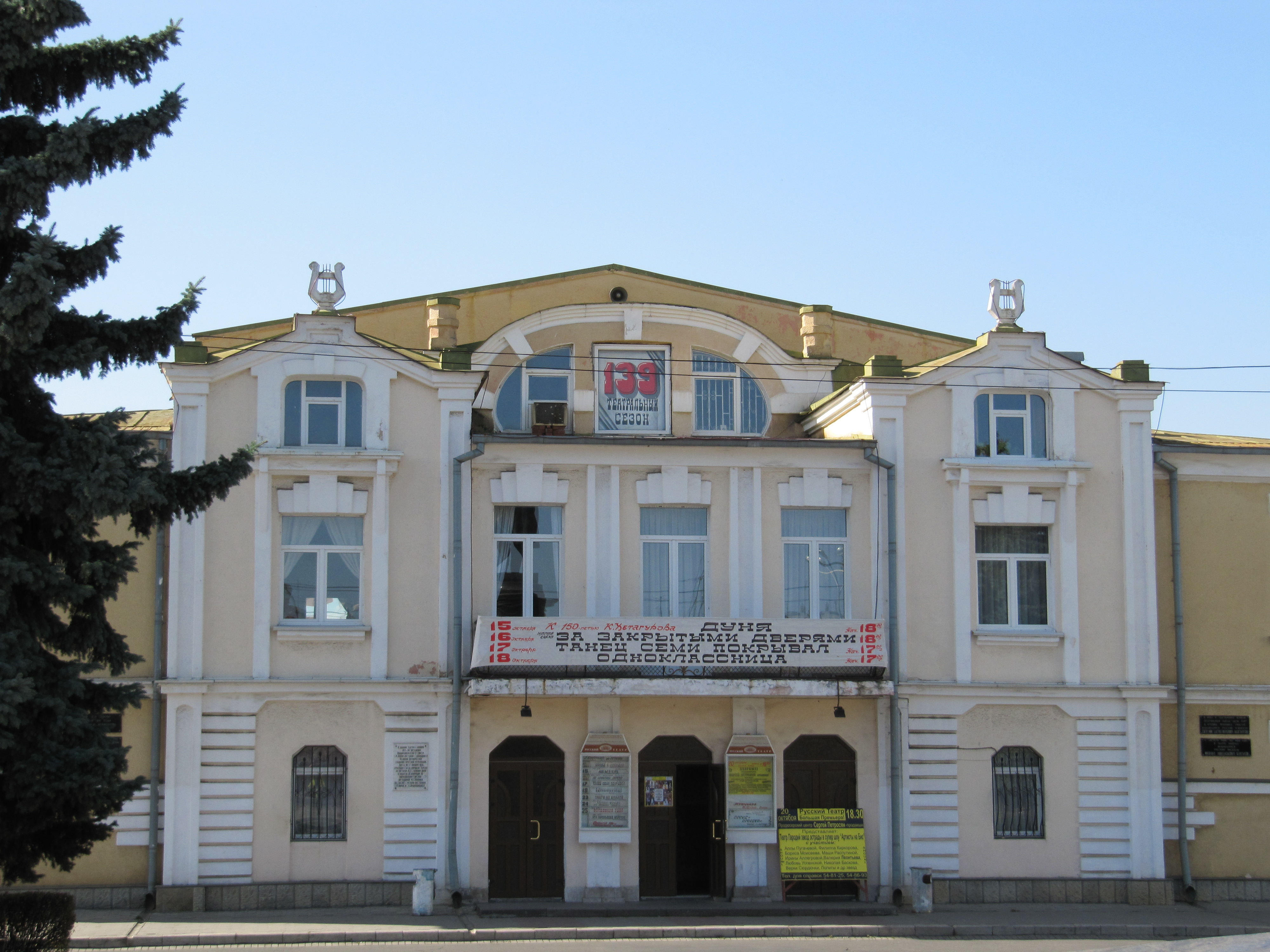
Государственный русский драматический театр им. Вахтангова старейший театр на Северном Кавказе, в центре города Владикавказ

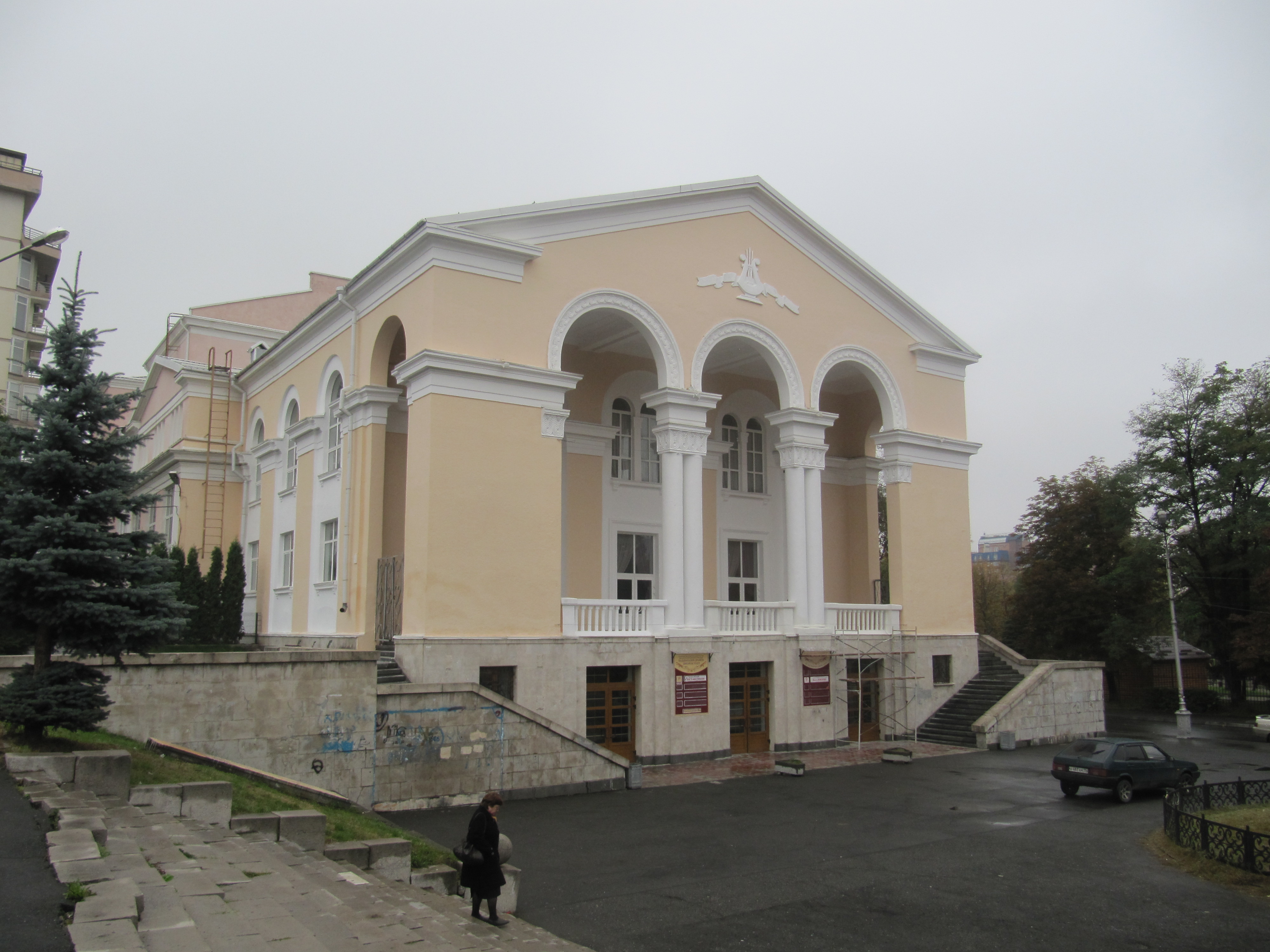
Государственный театр оперы и балета

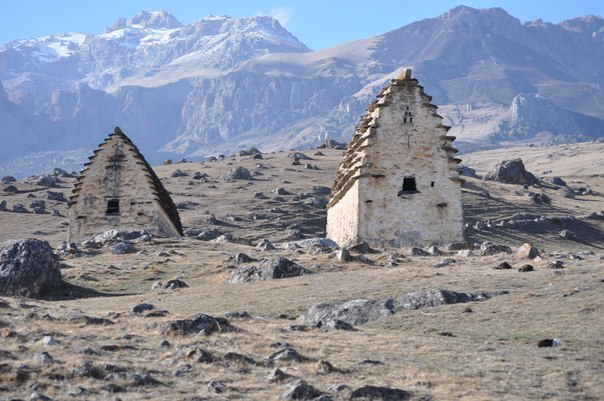
Склепы в Куртатинском ущелье близ посёлка Верхний Фиагдон

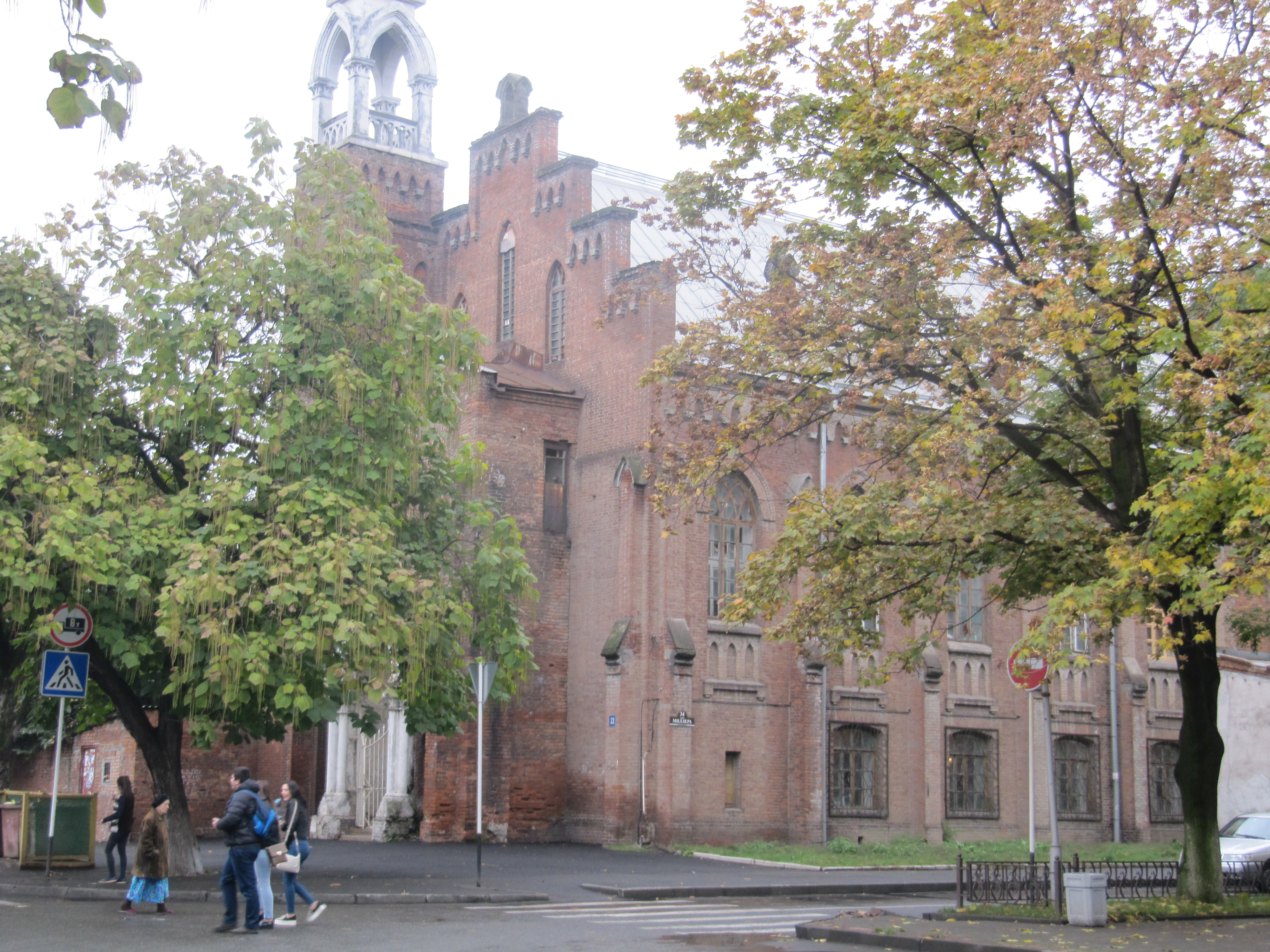
Государственная филармония (бывшая лютеранская кирха)

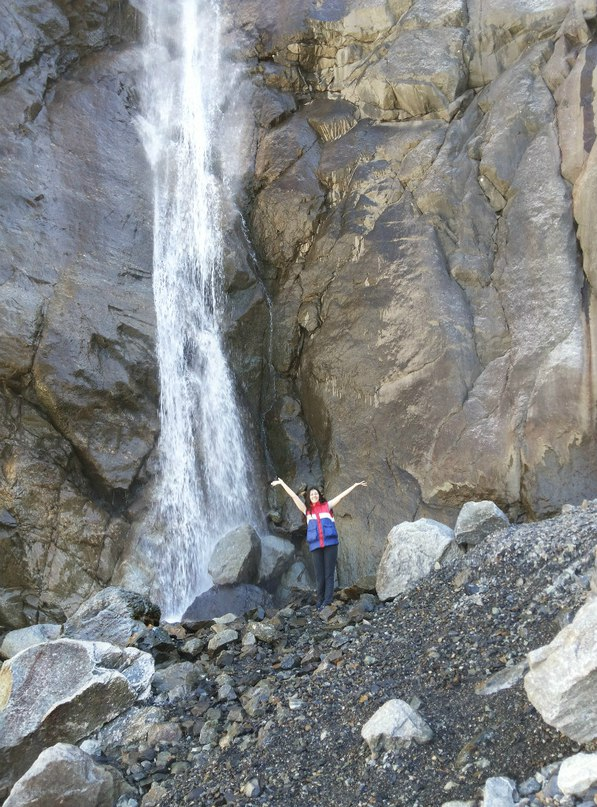
Мидаграбинские водопады

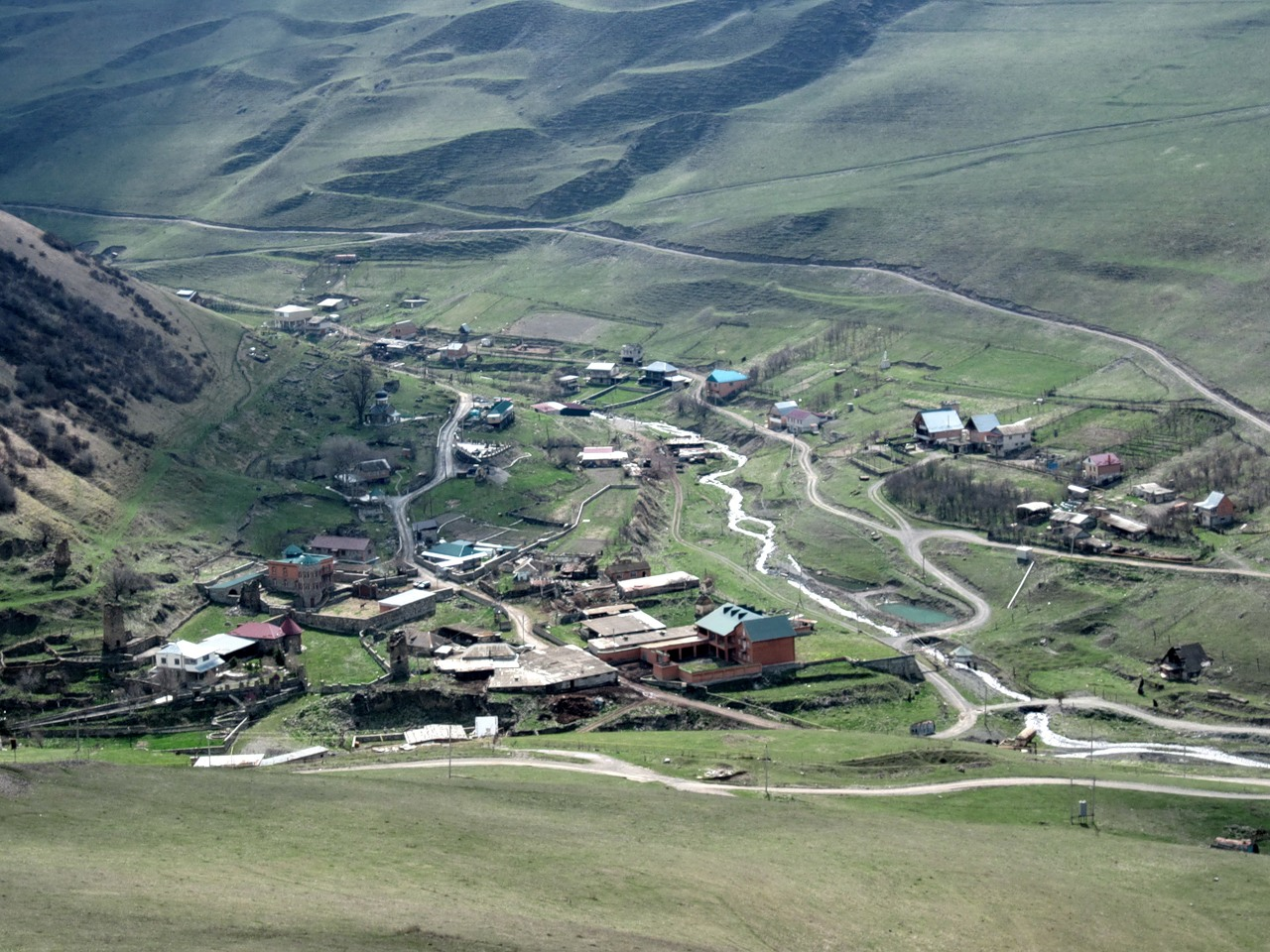
Селение в горах (Старая Саниба)

Туризм в Республике Северная Осетия-Алания является важной отраслью экономики республики, он тесно связан с туристическим сектором экономики региона, на территории которого расположен аэропорт и многие достопримечательности города Владикавказ и исторической Осетии-Алании. 
Республика является важным объектом как внутриреспубликанского, так и федерального туризма. Интерес к достопримечательностям Осетии проявляют также и жители региона, значительная часть которых оказывается прямо или косвенно вовлечена в его туриндустрию. Туризм обладает большим потенциалом, благодаря так же нетронутым уголкам природы в сочетании с памятниками истории Владикавказа и всей Осетии-Алании.
Туризм в Северной Осетии развивается преимущественно в нескольких формах — прогулки по горам и разъезды по ущельям; в первом случае путешественники обычно останавливаются в каком-то одном месте и совершают оттуда более или менее продолжительные вылазки по окрестностям — пешие, конные, речные, автомобильные. 
Для поклонников экстремального отдыха возможен также рафтинг и полёты на парапланах. Популярен так же с 2010 годов приблизительно религиозный культовый туризм (паломничество).

## Владикавказ
Основной точкой туризма в Осетии является город Владикавказ, некоторые значимые достопримечательности Владикавказа: 
- Проспект Мира (на проспекте прогулочная пешеходная зона красивейшая улица на Северном Кавказе с архитектурой 19 века, мини аналог архитектуры Санкт-Петербурга).
- Владикавказская Филармония (филиал Марьинского театра, отреставрированое здание бывшей немецкой Кирхи до 1930-х
- Парк культуры и отдыха им.Коста Хетагурова с лодочной станцией, расположен у начала проспекта Мира, на берегу Терека, на против гостиницы Владикавказ, и сунитской мечети (старейший на север.кавказе парк культуры и отдыха).
- Улица Ленина (в 19 веке ул.Дворянская) (соседняя улица за проспектом Мира),
- Улица Кирова,
- Владикавказский дендрарий,
- Большая водная станция № 1,
- Зоопарк,
- Детская железная дорога,
- Малая водная станция № 2 (район "Китайской  площади")
- Площадь Революции (ранее площадь «Китайская») c малая водной станцией № 2
- Мемориал Славы
- Пантеон "Аллея славы"
- Ледовый дворец (первый крупный ледовый дворец на сев.кавказе),
- Планетарий (действующий планетарий в здании бывшей Шиитской мечети).

Театры:
во Владикавказе функционирует четыре драма-комедийных театров, один театр оперы и балета, филармония, конный театр, шесть оркестров и хореографические ансамбли.
- Водная станция номер 1,
- Водная станция номер 2.

## Достопримечательности республики за пределами Владикавказа
- Горячие источники в селе Верхний Бирагзанг, природные термальные ванны в верховьях Кармадонского ущелья.

- зимний горнолыжный курорт в курортном поселке Цей,
- летний курорт: санатории, детский лагерь, дома отдыха в селе Дзинага в Дигорском ущелье,
- музей «Задалески Нана» в Дигорском ущелье,
- музей защитников Отечества в селе Майрамадаг,
- Водный-досуговый центр в селе Майрамадаг,
- музеи в городах Алагир, Ардон,
- дом-музей Туганова в селе Дур-Дур,
- дом-музей Коста Хетагурова в селе Нар,
- путешествие по местам пути Российской имперской интеллигенции Дарьяльскому ущелью,
- Даргавский «Город мёртвых»,
- Кармадонское ущелье, ледник Колка, место гибели Сергея Бодрова и членов съемочной группы, а также актёров Конного театра "Нарты",
- Древняя Дзивгисская крепость,
- Аланский Успенский мужской монастырь в Куртатинском ущелье в  пос.Верхний Фиагдон (единственный высокогорный монастырь России),
- Аланский Богоявленский женский монастырь в городе Алагир.

Перспективными районами развития рекреационной деятельности в высокогорье Северной Осетии считаются Мамисон и Закка.

## Водный отдых
- Водная станция номер 1 (юго-западная окраина, курортная зона Владикавказа),
- Водная станция (малая) номер 2 (северо-восточная часть Владикавказа),
- Водная станция с. Октябрьское,
- Водная станция с. Майрамадаг,
- Горячий источник с. Бирагзанг,
- Водная станция г. Моздок,
- Водная станция Бекан,
- Брутские пруды.